# ТЕС Хасс’ян
24°54′42″ пн. ш. 54°55′7″ зх. д. / 24.91167° пн. ш. 54.91861° зх. д.
ТЕС Хасс'ян (Hassya) — теплова електростанція, яка споруджується в еміраті Дубаї дещо більше ніж за десяток кілометрів на південний захід від міста Дубаї. На відміну від інших ТЕС Об'єднаних Арабських Еміратів, розрахована на використання вугілля.
Станція використовуватиме технологію ультрасуперкритичних параметрів пари та матиме чотири енергоблоки потужністю по 600 МВт. Постачальником всього основного обладнання (котли, парові турбіни та генератори) виступить енергетичний підрозділ концерну Alstom, наразі вже придбаний General Electric.
Будівництво станції почалось в кінці 2016-го, а перший блок синхронізували з мережею у травні 2020-го. Очікується, що весь об'єкт буде завершений в 2023 році.
Хоча як основне паливо використовуватимуть суб-бітумінозне вугілля, проте буде можливість задіяти як резервне паливо природний газ. Для постачання вугілля у комплексі зі станцією створюють портові потужності, котрі включатимуть два офшорні плавучі крани-перевантажувачі, котрі прийматимуть паливо з суден класу «кейпсайз» та передаватимуть його на чотири баржі для доправлення безпосередньо до причалу. Пропускна здатність такої системи визначена на рівні 36 тисяч тон на добу. ТЕС також матиме вугільний склад, який повинен забезпечити її роботу протягом 45 діб.
Охолодження відбувається за допомогою морської води.
Зв'язок із енергосистемою забезпечує ЛЕП, розрахована на роботу під напругою 400 кВ.
Проект реалізують державна агенція Dubai Electricity & Water Authority (DEWA, 51 %), саудійська ACWA Power 26,95 %), а також китайські Harbin Electric International (14,7 %) та Silk  Road Fund (7,35 %).